# Vilhelm Pacht

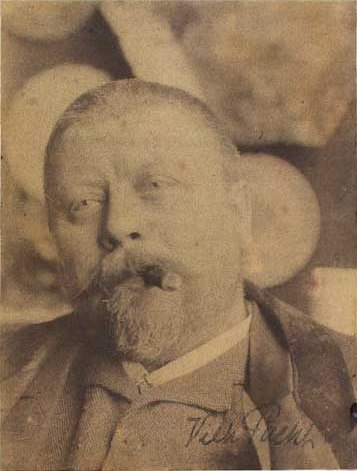
Vilhelm Pacht 1888.

Laurids Vilhelm Pacht, född 23 november 1843 i Köpenhamn, död 20 maj 1912, var en dansk färgfabrikör och målare. Han var bror till Axel Frederik Pacht. 
Han var son till bokbindaren och mössfabrikören Laurids Adolph Pacht (1819–1868) och Marie Caroline Jürgensen (f. 1823) och gift första gången 1875 med Ambra Maurette Brandtberg från Göteborg och andra gången från 1901 med Oline Kristine Marie Olsen från Ålborg. Han kom först i boktryckarlära men övergav utbildningen när han fick möjlighet att bli lärling hos en bildhuggare. Under sina studier vid Teknisk Institut började han arbeta med porslinsmålning och efter studierna arbetade han vid Den Kungelige Porcelænsfabrik 1862-1867. Samtidigt studerade han vid Det Kongelige Danske Kunstakademi i Köpenhamn 1861-1866 och hörde till kretsen i Vilhelm Kyhns trädgårdsateljé. Pacht var en av pionjärerna i Danmark med fotomekanisk reproduktionsteknik, heliotypin, och drev fram till sin död Danske Bogtrykkeres Farvefabrik. Som konstnär var han även verksam i Sverige och målade bland annat Badende Piger ved den svenske Kyst och målningen Eftermiddag ved Kullens Nordkyst som ställdes ut på Charlottenborg i Köpenhamn 1893.